# Berrocal (Segovia)
Berrocal es una localidad perteneciente al municipio de Turégano, en la provincia de Segovia, comunidad autónoma de Castilla y León, España
Es junto a Aldeasaz y Carrascal uno de los barrios históricos de La Cuesta, incorporados junto con ella a Turégano en 1972.

## Toponimia
Su nombre significa zona de berruecos, bolones o de piedras de granito, sobre la que se alzaría el núcleo, las formaciones debidas a procesos geológicos están habitualmente presentes en caminos y prados.Ocasionalmente también es citada como El Berrocal o Berrocal de La Cuesta.

## Geografía física

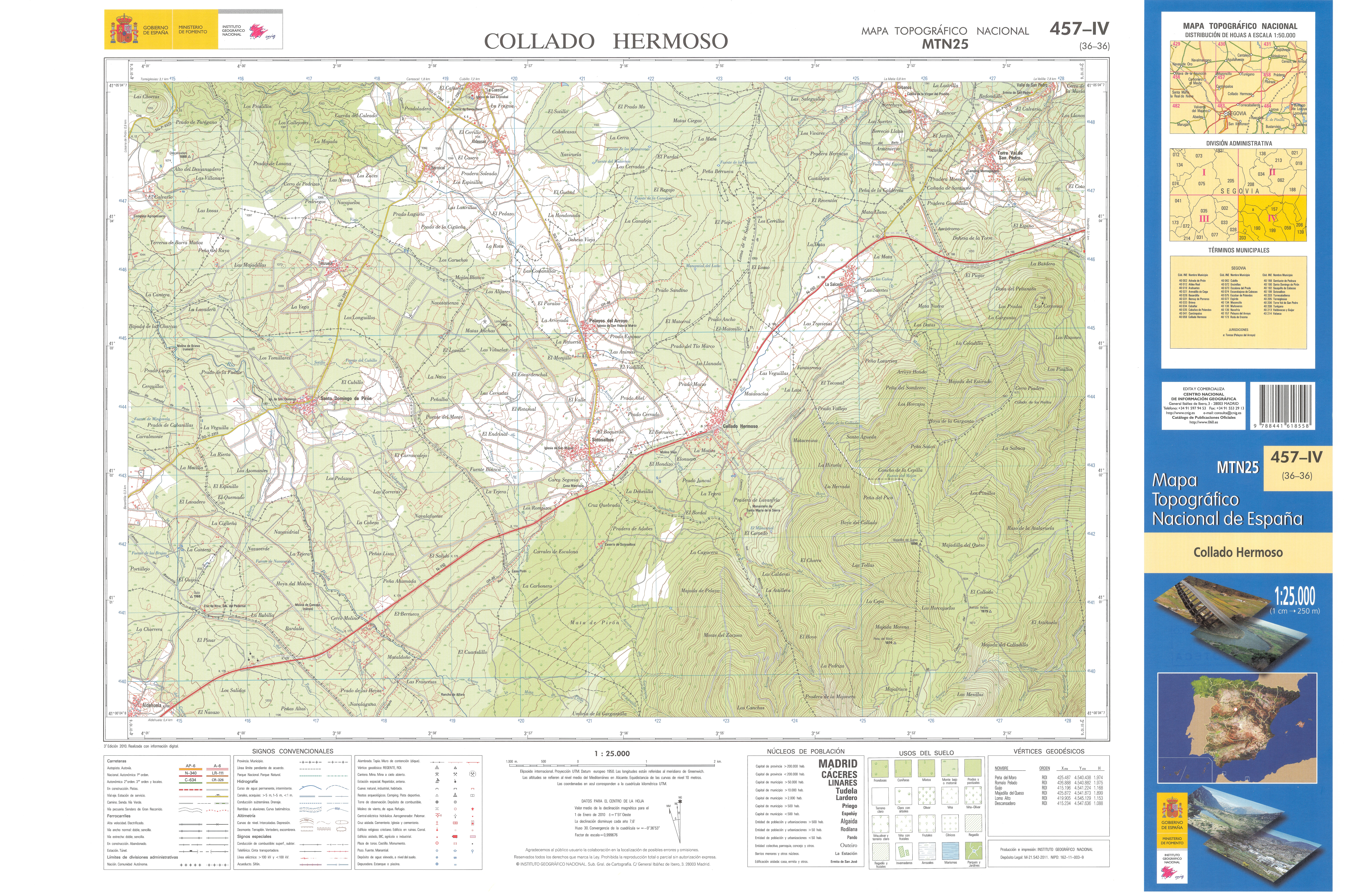
Fragmento de la hoja 457 del Mapa Topográfico Nacional de España de 2010 en el que se representa parte de Berrocal

Se ubica en el piedemonte de la sierra de Guadarrama junto al margen derecho de la ribera del río Viejo que rodea la localidad, en una zona donde abundan los prados de fresnos. La zona urbanizada se sitúa en las estribaciones de la atalaya al norte donde se sitúa el núcleo de La Cuesta, del que dista 1 km.
Se puede acceder al núcleo desde la Ermita de Santa Rosa en La Cuesta y desde la SG-P-2222 en Basardilla, en ambos casos por la carretera SG-V-2362 que atraviesa la localidad, también desde Aldeasaz por un camino de tierra compactada cuyo asfaltado quedó desestimado.

## Historia
Existen yacimientos arqueológicos con cerámicas de la Edad del Bronce, restos de una villa romana y neolíticos por gran parte del término de La Cuesta.
El casco actual es de fundación o repoblación medieval, dentro del Sexmo de Posaderas de la Comunidad de Ciudad y Tierra de Segovia. La vecina población de La Cuesta es citada por primera vez en 1247, momento para el que Berrocal debería ya existir.
Para el siglo XVI, ya consta documentación acreditando a El Berrocal como barrio de La Cuesta, que en el siglo el siglo XIX se describe Berrocal ya abiertamente como un de sus barrio de La Cuesta, al igual que Aldeasaz y Carrascal, reuniéndose los representantes de estos cuatro barrios en la Casa de Juntas de La Cuesta.
Pese a su limitada población actual, en 1950 llegó a alcanzar las casi 70 personas, reducida tras el éxodo rural de las décadas posteriores.
Perteneció como barrio a La Cuesta hasta el 26 de julio de 1972, tras el intento de segregación de Carrascal y unión con Torreiglesias, el Ayuntamiento de La Cuesta se opuso y pidió su integración y la de todos sus barrios en Turégano, pasando a ser desde ese momento Aldeasaz, Berrocal, Carrascal y La Cuesta a ser barrios de este, con su capital municipal a 10 km y un palpable desinterés por todos ellos.

### Despoblados
En el término local constan los siguientes:
- Caserones. Cuenta con algunos restos de muros en las proximidades en torno a la Fuente de la Nava, en un encinar lejos del pueblo. La tradición cuenta que un día en el que se celebraba una boda aquí se corrompió el agua de la fuente y al beber, todos los asistentes murieron quedando el pueblo vacío. Sobreviviendo solo una vieja que se quedó en casa por enfermedad.[7][8]
- Las Navas. Es citada en el siglo XVI como un barrio de La Cuesta (al igual que El Berrocal), se situó cercano al río Viejo surtiéndose de una de sus caceras. En la actualidad no se conocen restos y ubicación exacta aunque el IGN mantiene un paraje homónimo en esta zona.[4][9]

El pivotaje de ambos despoblados en torno al topónimo nava, el trazado impreciso de las ubicaciones con descripciones similares y apuntando el término caserones a ser simplemente un adjetivo para ruinas antiguas, sugiere la posibilidad de que el despoblado registrado documentalmente es el mismo que el que nos llega vía tradición oral.

## Demografía
En 2023, la entidad singular de población tenía empadronados catorce habitantes y el núcleo de población, también catorce.
| 22            | 22 | 22 | 19 | 16 | 19 | 25 | 23 | 22 | 16 | 14 | 14 |
| (Fuente: INE) |    |    |    |    |    |    |    |    |    |    |    |

## Economía
Destacan las actividades tradicionales como la agricultura y la ganadería, destacando en esta especialmente la bobina extensiva. En la actualidad también han proliferado los establecimientos dedicados al turismo rural.

## Cultura

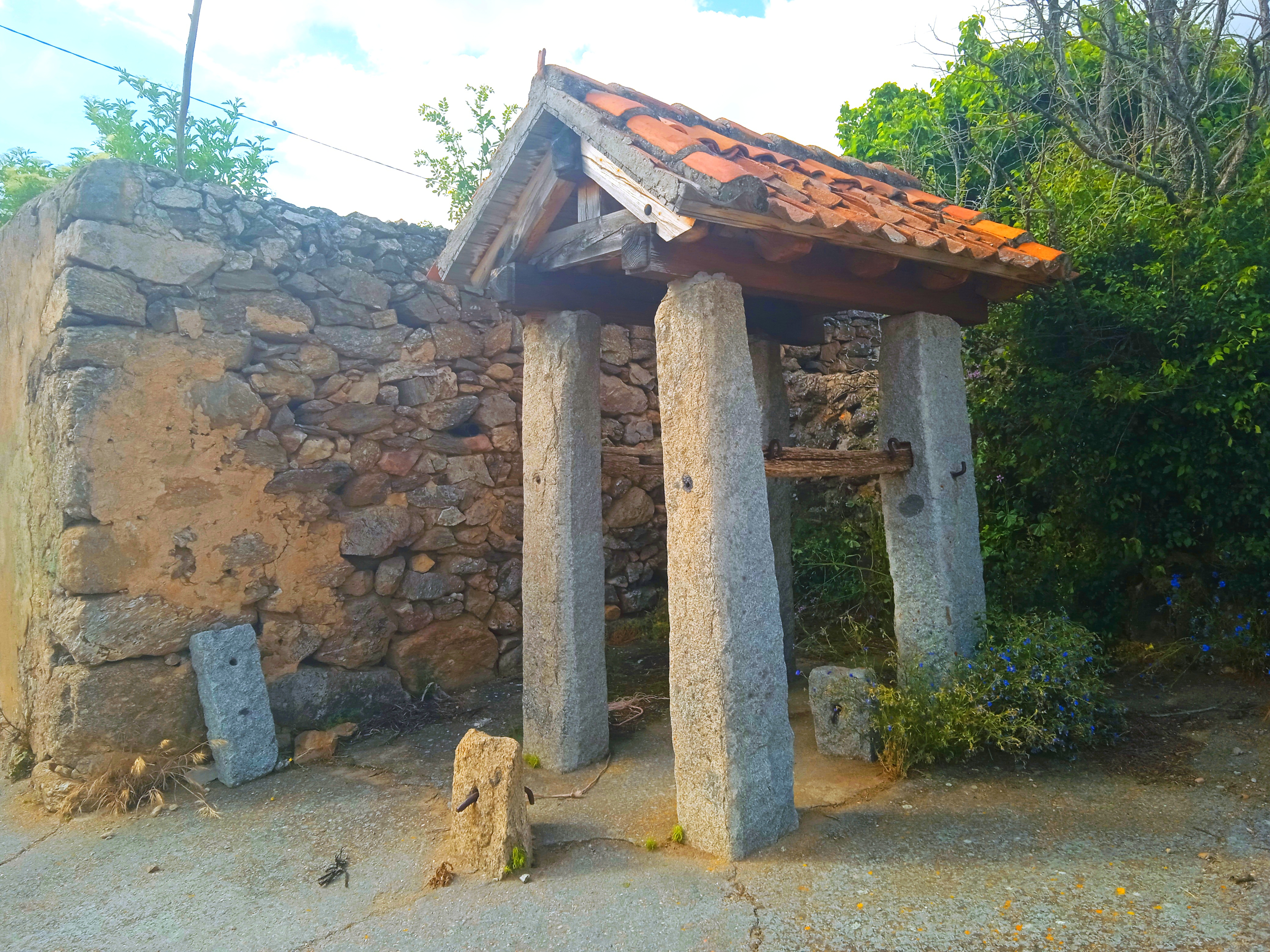
Potro de herrar

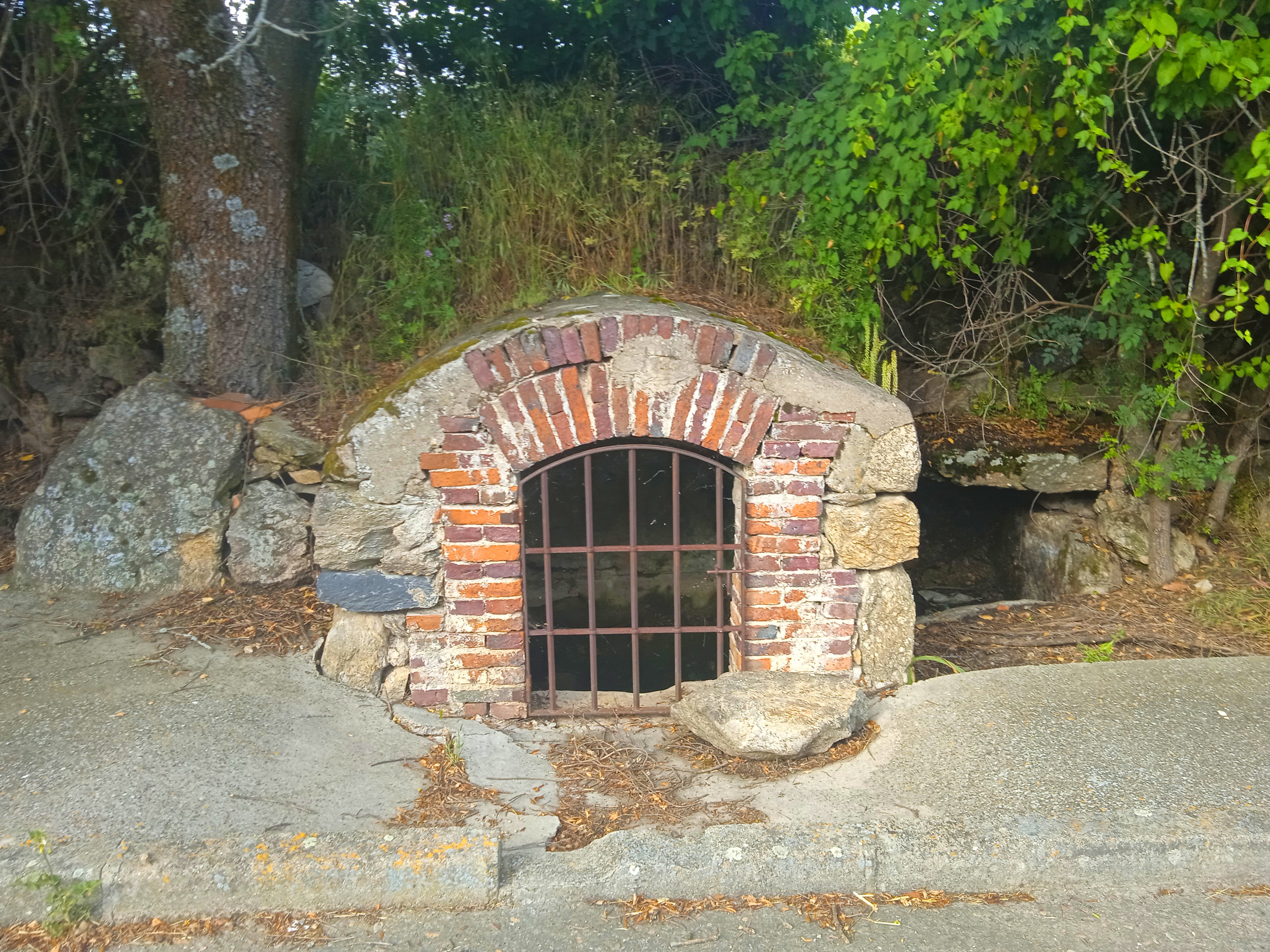
Fuente situada en la localidad

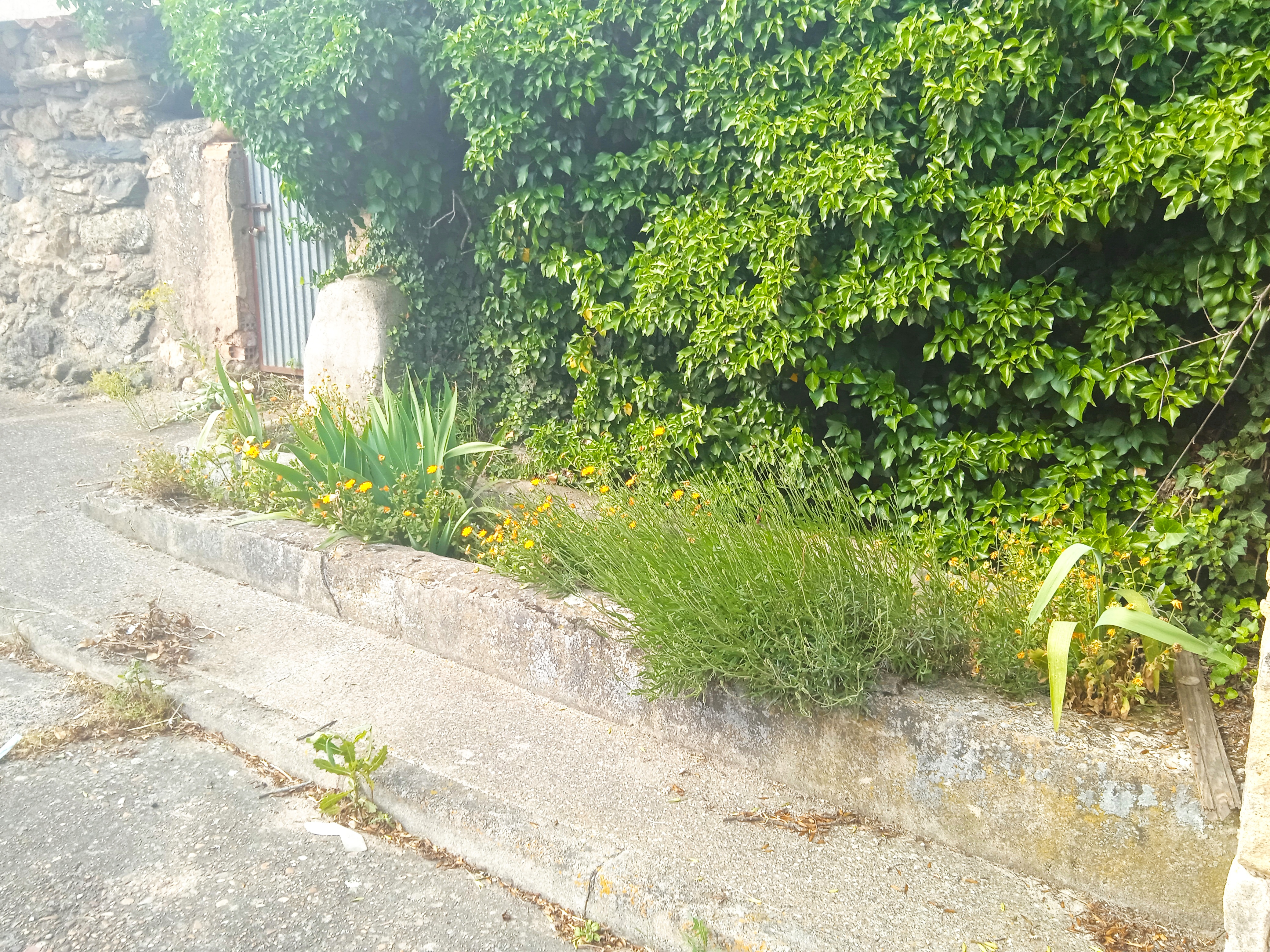
Pilón en desuso

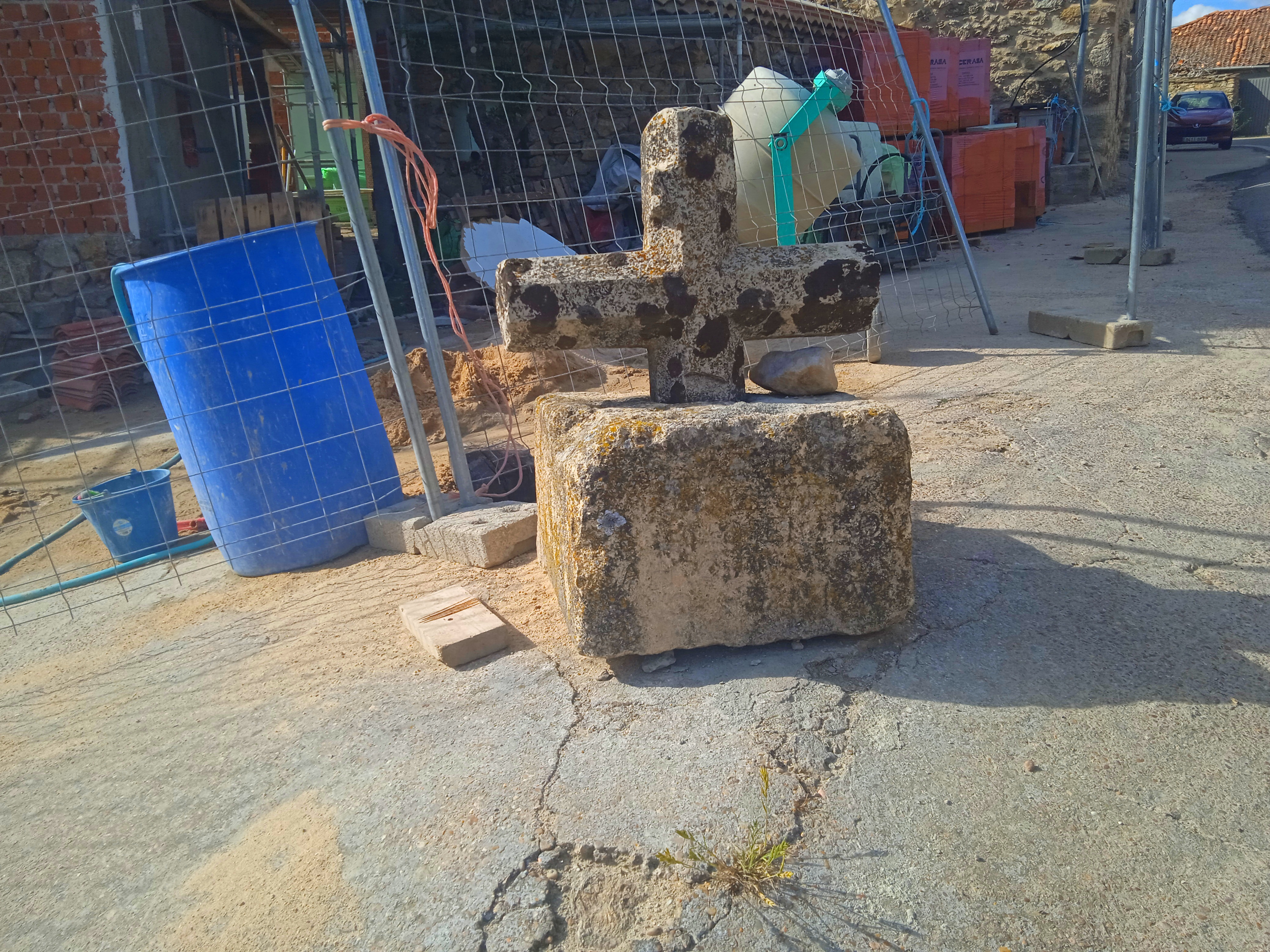
Cruz de término

### Patrimonio
- Molino de Berrocal, hidráulico y de propiedad comunal. Está situado en un paraje pintoresco del río Viejo a unos 500 metros del pueblo y fue rehabilitado por el ayuntamiento a principios del siglo XXI. Destaca su rampeante caz con un aliviadero para reducir el exceso de agua en caso de crecidas y también un salto de agua. Se puede ver el interior en perfecto estado.[2][4]
- Potro de herrar, usado para sujetar al animal mientas se le herraba, lo conforman varios pilares de granito techados.
- Cruz de término.
- Fragua, edificio de planta rectangular situado a las afueras del pueblo dirección La Cuesta, conserva elementos típicos del lugar.
- Casas de arquitectura tradicional, algunas con esgrafiado típico segoviano.
- Distintas fuentes, una en el núcleo con pilón y la Fuente de la Nava en un paraje alejado del pueblo.
- Senda natural por el río Viejo.[2][7][11][12]

### Fiestas
- Santiago Apóstol, 25 de julio.[2][3]